# College Humor
College Humor – amerykańska komedia z 1933 roku w reżyserii Wesleya Rugglesa, z udziałem Binga Crosby’ego, Jacka Oakie, Richarda Arlena i Mary Carlisle.

## Obsada
- Bing Crosby jako profesor Frederick Danvers
- Jack Oakie jako Barney Shirrel
- Richard Arlen jako Mondrake
- Mary Carlisle jako Barbara Shirrel
- George Burns jako George
- Gracie Allen jako Gracie
- Mary Kornman jako Amber
- Joe Sawyer jako Tex

i inni